# Pinocchio (film 2012)
Pinocchio è un film d'animazione italiano del 2012 diretto da Enzo D'Alò, basato sul romanzo Le avventure di Pinocchio. Storia di un burattino di Carlo Collodi.
È dedicato alla memoria di Lucio Dalla, che ha curato la colonna sonora e dato la voce al Pescatore Verde, morto poco dopo la conclusione della produzione del film.

## Trama
Il film inizia con un flashback: un giovane Geppetto si diverte a far volare un aquilone, desiderando di poter volare come lui, ma inciampa e l'aquilone viene rapito dal vento.
Anni dopo, l'aquilone torna a casa. Geppetto, ora un anziano falegname, contemplandolo, porta accidentalmente in vita un ciocco di legno tramite la sua nostalgia. Scoperto che il ciocco sa parlare, decide di costruire una marionetta e di trattarla come un figlio, nominandolo Pinocchio. Pinocchio, però, si mette a correre per tutta la città, seminando zizzania tra una via e l'altra, finché non è fermato da due carabinieri. Quando Pinocchio però si rifiuta di tornare a casa, i carabinieri, sentendo la gente pensare che probabilmente Geppetto è violento con il burattino, lo arrestano e lasciano andare Pinocchio. Nonostante le critiche di un Grillo Parlante, che Pinocchio mette a tacere con un martello, Pinocchio se ne torna a casa, e sogna della sua vita da vagabondo che intende fare. Quando Geppetto ritorna, la mattina dopo, Pinocchio, avendosi bruciato i piedi, accetta di comportarsi bene e di cominciare con l'andare a scuola.
Per permettergli di studiare, Geppetto vende la sua casacca per compare l'abbecedario, ma Pinocchio, invece di andare a scuola, vende il libro per assistere a uno spettacolo di burattini. Anch'essi viventi, le marionette invitano Pinocchio sul palco, facendo arrabbiare il burattinaio Mangiafoco, il quale prima intende bruciarlo ma poi cambia idea e gli regala delle monete d'oro, dopo aver saputo di Geppetto, e lo manda a casa scortato dai suoi dipendenti, il Gatto e la Volpe, che lo raggirano per prendergli il denaro, raccontandogli del favoloso Campo dei Miracoli, in cui le monete germogliano in un albero carico di zecchini d'oro.
Dopo aver mangiato a sue spese presso un'osteria, i due manigoldi si travestono da furfanti e, scoperto che Pinocchio si è nascosto le monete in bocca, lo impiccano. Per sua fortuna, il burattino viene salvato da una giovane fata dai capelli turchini, Turchina. Innamoratosi della fatina, Pinocchio si ripromette di comportarsi bene e Turchina, per incentivare tale gesto, gli promette di trasformarlo in un bambino in carne e ossa se rispetterà la promessa.
Tornando verso casa, Pinocchio rincontra il Gatto e la Volpe, in procinto di partire con Mangiafoco verso la prossima tappa del suo spettacolo, e, ancora intenti a derubarlo, gli ridanno il suo abbecedario e lo portano con sé al Campo dei Miracoli. Scoperto troppo tardi di essere stato raggirato, Pinocchio corre presso il più vicino tribunale, nella città di Acchiappacitrulli, per denunciare il furto, ma viene imprigionato. Passando il tempo in prigione leggendo l'abbecedario, Pinocchio si addormenta e sogna che Turchina è morta a causa della sua promessa infranta. All'alba, Pinocchio viene rilasciato grazie a un'amnistia e corre verso casa, non notando Geppetto fuori dal carcere, venuto a cercarlo dopo aver saputo della sua incarcerazione grazie ai carabinieri della sua città.
Pinocchio decide quindi di riprendere il suo proposito di comportarsi bene, ma proprio mentre sta entrando a scuola, viene ingannato da tre bulli a seguirli sulla spiaggia, sviandolo ancora dalla retta via. Scoperto del trucco, Pinocchio si mette a litigare con uno dei bulli, il quale sviene e, all'arrivo dei carabinieri e il diretto della scuola, il burattino è accusato di aver tentato di uccidere il ragazzo. Pinocchio fugge, ma continua a essere braccato dal mastino Alidoro, che, inseguendolo in mare, rischia di affogare. Pinocchio, sentendosi in colpa, lo salva dall'annegamento ma subito dopo viene pescato da un Pescatore Verde, che lo scambia per un pesce e decide di mangiarselo. Alidoro, ricambiando il favore, salva Pinocchio dalla padella e i due si nascondono in una caverna. I due incontrano anche una colomba migratrice e, sentendo come Pinocchio si lamenti che ormai qui non ha più nessuno e nessun posto dove andare, gli offre di portarlo al porto, dove potrà prendere una nave per l'America e rifarsi una vita. Alidoro torna alla caserma, dove Geppetto si è diretto, per sapere di Pinocchio, e il cane gli indica di andare al porto.
Al porto, Pinocchio conosce Lucignolo e questi gli consiglia di venire con lui nel Paese dei balocchi, luogo in cui ci si diverte dalla mattina alla sera senza l'assillo della scuola o degli adulti. Dopo aver raggiunto il Paese dei Balocchi e dopo un'intera giornata di puro divertimento, i ragazzi scoprono al mattino di essere stati raggirati e che si stanno trasformando in asini. Data la sua natura di burattino, anziché essere venduto o messo ad azionare i macchinari del Paese dei Balocchi, Pinocchio diventa l'attrazione del loro circo. Notando un'indignata Turchina tra il pubblico, Pinocchio imbizzarrisce e viene quindi buttato in mare dai clown. Grazie alla magia di Turchina, non solo Pinocchio sopravvive, ma ritorna pure burattino, tuttavia viene inghiottito da un grande Pesce-cane. Proprio nel ventre del mostro, Pinocchio ritrova Geppetto, che era andato a cercarlo a bordo di una piccola barca che non ha resistito alla tempesta. Pinocchio salva quindi il babbo e lo porta in spalla e a nuoto verso la riva, dove vengono aiutati da Alidoro. Una volta a riva, Pinocchio viene ricompensato da Turchina per il suo coraggio e lo trasforma in un bambino vero.
Pinocchio e Geppetto si dirigono da Turchina, mentre l'aquilone del falegname ritorna a viaggiare sulle ali del vento.
Prima dei titoli di coda viene ricordato Lucio Dalla, morto dopo aver finito il film,   e con rappresentante un'immagine con Pinocchio in lutto per lui.

## Produzione
Il film doveva originariamente uscire nel 2000, ma la lavorazione del noto Pinocchio di Roberto Benigni ne ha ostacolato l'uscita per quell'anno. Da notare come in originale anche d'Alò penso di aprire il suo film in maniera simile a quella di Benigni: con il tronco di Pinocchio che cade da un carro.
Lo stile grafico del film si basa direttamente sulle illustrazioni di Lorenzo Mattotti, unica differenza è il capello a punta del protagonista, assente in tutto il film (tranne che nella scena del Paese dei Balocchi).
Nei paesi anglosassoni, il film è stato vietato ai bambini non accompagnati.

### Distribuzione
Il film è stato presentato al Festival di Venezia 2012 nella sezione Giornate degli Autori.
Nelle sale cinematografiche italiane è uscito il 21 febbraio 2013.

### Doppiaggio
Il film è stato doppiato nello studio La BiBi.it, diretto da Guido Micheli.
Diverse voci appartengono a volti noti dello spettacolo come Paolo Ruffini nel ruolo di Lucignolo, e Rocco Papaleo in quello di Mangiafuoco, Lucio Dalla nel ruolo del Pescatore Verde.
Pinocchio è doppiato da Gabriele Caprio, mentre Geppetto da suo padre Mino Caprio, che aveva già prestato la sua voce allo stesso personaggio nel film Bentornato Pinocchio (2007) della Mondo TV.
Del cast di doppiatori di questo film, figurano anche il noto attore Maurizio Micheli nel ruolo del Gatto e la moglie del regista Maricla Affatato nel ruolo della Volpe, la quale originariamente, nel teaser del film, aveva una voce maschile.

### Colonna sonora
Le musiche originali del film sono di Lucio Dalla. Il brano Canzone di Turchina è cantato da Leda Battisti, Mangia e bevi da Nada e Busker da Marco Alemanno.
Il tema di Geppetto, Una volta c'era un re, condivide il titolo e il primo verso con l'omonimo brano della La Cenerentola di Rossini.
Sono Pinocchio, canzone finale dei titoli di coda, è stata cantata da Lucio Dalla e Marco Alemanno.

## Riconoscimenti
- 2013 - Festival internazionale del film d'animazione di Annecy
  - Nomination Film più originale a Enzo D'Alò
- 2013 - European Film Awards
  - Nomination Miglior film d'animazione a Enzo D'Alò
- 2013 - Nastro d'argento
  - Vittoria - Premio speciale per la canzone a Marco Alemanno e Lucio Dalla